# Ніч (фільм, 1961)

Кадр із фільму

Кадр із фільму

«Ніч» (італ. La Notte) — італійська кінодрама випущена 24 січня 1961 року, знята режисером Мікеланджело Антоніоні, з Марчелло Мастроянні, Монікою Вітті та Жанною Моро у головних ролях. «Ніч» є заключною стрічкою так званої чорно-білої «трилогії відчуження» Антоніоні. У двох інших фільмах трилогії — «Пригода» (1960) і «Затемнення» (1962) — також знялася подруга режисера, Моніка Вітті. Фільм отримав головний приз Берлінського кінофестивалю — «Золотого ведмедя», а також премію італійської Кіноакадемії «Давид ді Донателло» за «Найкращу режисуру».

## Сюжет
Це історія про вже немолоде подружжя, міланського письменника Джованні Понтано (Марчелло Мастроянні) та його дружини Лідії (Жанна Моро), що переживає кризу. На початку фільму Лідія та Джованні навідують свого друга Томмазо (Бернгард Вікі) у лікарні. З їхньої розмови стає відомо, що Джованні доволі успішний письменник. Але сам Джованні не надто задоволений власними здобутками. Лідія в розпачі, та йде з лікарні, а Джованні залишається з Томмазо. На обличчі самотньої Лідії видно втому. Джованні, залишаючи хворого друга зустрічається з незнайомою хворою жінкою в лікарні та опиняється в її палаті. Невдовзі медичний персонал перериває їхню близькість. Подружжя переживає кризу: Джованні розповідає про пригоду в лікарні, але Лідія реагує байдужо. Лідії не допомагає прогулянка до передмістя Мілана, де подружжя колись жило, а Джованні нудьгує на власній презентації книги. Врешті решт вони опиняються в нічному клубі, де спостерігають за доволі відвертими танцями темношкірого дуету. Щоб знайти розраду Джованні та Лідія вирушають на вечірку в будинок Джерардіні, великого промисловця.
Тут Джованні знайомиться з Валентіною (Моніка Вітті), дочкою багатого підприємця, котрий пропонує письменнику ще й гарно оплачену роботу у керівництві компанії. Та поки Джованні захоплюється своєю пристрастю, Лідія самотня. Вона нудьгує та здається, що сама вечірка її зовсім не цікавить. Джованні таки домагається свого, що й помічає Лідія. Врешті Лідія покидає вечірку з іншим чоловіком, та, відмовившись від зради, повертається до будинку Джерардіні, де й знаходить Валентіну й Джованні. Між подружжям не виникає скандалу, навпаки, Лідія знаходить спільну мову з Валентіною, а Джованні не приховує свою пристрасть до дочки магната. Валентіна відмовляє обом, говорячи, що вони обидва її дуже стомили, та подружжя повертається додому. Вони зупиняються у парку, де Лідія згадує про Томмазо, її давнішнього залицяльника та говорить про його смерть (вони дзвонила в лікарню під час вечірки). Лідія згадує про свій вибір між її теперішнім чоловіком й Томмазо та зачитує пристрасного листа, колись написаного Джованні. Письменник згадує свою пристрасть та обіймає Лідію. Вона проти теперішніх його залицянь, говорячи про втому та бажання смерті. Подружня криза доходить свого апогею. У фіналі фільму Джованні та Лідія кохаються на галявині.
Тож Джованні та Лідія пережили не просту ніч. Темряву, в якій опинилися їхні душі. Ця історія оповідає про три портрети — Джованні, Лідії та Валентіни, яких доля поєднала разом однієї ночі.

## У ролях
| Марчелло Мастроянні | ···· | Джованні Понтано     |
| Жанна Моро          | ···· | Лідія Понтано        |
| Моніка Вітті        | ···· | Валентіна Джерардіні |
| Бернгард Вікі       | ···· | Томмазо Гарані       |
| Розі Мадзакураті    | ···· | Розі                 |
| Марія Пія Луці      | ···· | паціентка            |
| Гвідо Аймоне Марсан | ···· | синьйор Фанті        |
| Вінченцо Корбелла   | ···· | синьйор Джерардіні   |
| Джитт Магріні       | ···· | синьйора Джерардіні  |
| Джорджо Негро       | ···· | Роберто              |
| Роберта Спероні     | ···· | Беа                  |

## Знімальна група
| Режисер    | ···· | Мікеланджело Антоніоні                              |
| Сценарій   | ···· | Мікеланджело Антоніоні, Тоніно Гуерра, Енніо Флаяні |
| Продюсер   | ···· | Емануеле Кассуто                                    |
| Оператор   | ···· | Джанні ді Венанцо                                   |
| Композитор | ···· | Джорджо Гасліні                                     |
| Художник   | ···· | П'єро Цуффі                                         |
| Монтаж     | ···· | Еральдо да Рома                                     |

## Кіномова
Як і в інших своїх фільмах, Антоніоні приділяє велику увагу візуальним образам та простору. Ба більше, простір — це ще один герой фільмів майстра. Візуальні образи доповнюють вербальні. Так, стрічка «Ніч» починається з панорами Мілана — яка відбивається наче у дзеркалі башти Піреллі. Камера рухається з верху до низу башти, ми бачимо віддзеркалення міста. Деякі критики схильні вважати це ілюстрацією сучасного міста — великого та байдужого, де емоції та почуття людей губляться, як і в героїв фільму. Велику роль у фільмі грає міський простір. Та режисер, окрім башти Піреллі майже ніяк не символізує Мілан. Ця історія, як говориться у трейлері фільму, могла статися в будь-якому місті. Мілан — місце знімання, але ми переважно бачимо кадри передмістя, інтер'єрів, окремих вуличок. Навіть лікарня зображена так, наче це готель чи дім відпочинку. Знову Антоніоні звертає увагу на те, що сама фабула не така вже й важлива. Він використовує сюжет як приманку для глядача, щоб показати внутрішню пустоту, розчарування та втому своїх персонажів. Щоб візуально краще описати їх внутрішній світ.

### Візуальне оформлення
Вражає візуальне оформлення сцен «зради» Джованні та Лідії. Лідія опиняється в машині невідомого чоловіка, вони кружляють містом та йде гроза. Раптом, рух уповільнюється й у кадрі видно авто лише у світлі вуличних ліхтарів. Йде дощ, світло зникає, з'являється знову — видно лише силуети в машині. Сцена, яка більше нагадує мазки імпресіоністів в живописі. Так само грою світла та тіні супроводжується флірт Джованні та Валентини, видно лише їх силуети. Романтичні, загадкові, насичені та дуже чуттєві сцени відбуваються не між Джованні та Лідією!
Під час прогулянки Лідії по місту, вона натикається на безліч пригод. Мінімум діалогів, але багато візуальних подій: велика увага до перехожих, малої дитини у візку, кав'ярні на межі міста, вуличної бійки (одна з небагатьох сцен у фільмі де Лідія проявляє свої емоції, щоб припинити проливання крові). Взагалі складається враження, ніби життя інших людей цікавить Лідію більше ніж своє. Цікаво виглядає жвава та насичена сцена запуску ракет у полі, передмісті Мілану. Ця сцена нагадує Лідії молодість. Ці кадри ефектні, жваві, ніби заграють з глядачем. Та Лідія досить мляво та втомлено реагує, вона мов «чужа» у тій сцені.

### Фінальна сцена
Фінальна сцена фільму має дивне візуальне оформлення. Джованні та Лідія прогулюються по галявині, навколо не видно жодного клаптика «голої» землі. Галявина нагадує пишні лука, всюди трава та інколи в кадрі можна побачити поодинокі дерева. Але пристрасні обійми між подружжям відбуваються на голій землі, жодної травинки, лише сама земля. Це при тому, що стрічка є чорно-білою, цей контраст між галявиною з травою та без досить помітний. Напружена сцена, коли Лідія читає листа, змінюється пристрастю на грубій та безжиттєвій землі. Можливо Антоніоні говорить про відсутність «життя» у подружжя, про втрату героями бажання, спраги, про збіднілість їх почуттів? Відповідь на це питання автор залишає відкритим — на розсуд глядачам. Як і подальшу долю героїв.

### «Трилогія відчуження»
Фільм входить до неофіційної, так званої «трилогії відчуження», куди також увійшли стрічки «Пригода» та «Затемнення». Щоправда, деякі критики говорять про тетралогію, зараховуючи іще перший кольоровий фільм режисера «Червона пустеля». Хоча за сюжетом ці стрічки ніяк не пов'язані, їх об'єднує однакова стилістика та настрій. Камера зосереджується на внутрішніх почуттях героїв, де сам сюжет, здається, грає другорядну роль. Цікаво, що у всіх цих фільмах зіграла Моніка Вітті, подруга режисера на той час.

## Виробництво
- Мілан, Ломбардія, Італія
- Сесто-Сан-Джованні, Провінція Мілан, Ломбардія, Італія[1].

## Нагороди та оцінки
- 1961 — приз «Золотий ведмідь» Берлінського кінофестивалю
- 1961 — премія «Давид ді Донателло» найкращому режисеру (Мікеланджело Антоніоні)
- 1962 — три премії Італійського національного синдикату кіножурналістів: найкращий режисер (Мікеланджело Антоніоні), найкраща музика (Джорджо Газліні), найкраща акторка другого плану (Моніка Вітті).
- 1962 — премія «Jussi Awards» (Фінляндія) найкращій іноземній акторці (Жанна Моро)